# Toni Polster
Anton Polster (Bécs, 1964. március 10. –) korábbi osztrák labdarúgó, a válogatott gólrekordere (95 meccs, 44 gól). A nemzeti csapattal 2 világbajnokságon, az 1990-esen és az 1998-ason is játszott. A szurkolók gyakran „Doppelpack”-ként is emlegették, amiért nagyon sok meccsen szerzett 2 gólt.

## Sikerei, díjai

### Klubcsapatokban
Austria Wien
- Osztrák Bundesliga (3): 1983–84, 1984–85, 1985–86

- Osztrák kupa: 1985–86

Egyéni
- Osztrák Bundesliga – gólkirály (3): 1984–85, 1985–86, 1986–87
- Az év osztrák labdarúgója (2): 1985–86, 1996–97